# Tomi Adeyemi
Tomi Adeyemi (1 de agosto de 1993) é uma escritora norte-americana de origem nigeriana. Ela ficou conhecida por seu livro Filhos de Sangue e Osso, o primeiro da trilogia O Legado de Orïsha, publicado no Brasil pela editora Rocco. Em 2018, ganhou o Prêmio Andre Norton de Ficção Científica e de Fantasia para Jovens Adultos, e em 2019, foi finalista no Prêmio Lodestar para Melhor Livro para Jovens Adultos.

## Biografia
Tomi Adeyemi nasceu em 1 de agosto de 1993, nos Estados Unidos, depois que seus pais emigraram da Nigéria. Seu pai era médico na Nigéria, mas teve que trabalhar como taxista até que suas qualificações fossem transferidas, enquanto que sua mãe trabalhou como faxineira. Adeyemi cresceu em Chicago, passando por dificuldades financeiras. Foi apenas quando adulta que ela começou a abraçar sua herança nigeriana e descreveu seu romance como uma carta de amor à sua cultura, explicando: "Eu não pensei muito nisso e acho que esse é o tipo de experiência da primeira geração. Você está apenas tentando se encaixar. Você não percebe o quão legal é sua cultura até que você saia dessa fase de tentar se encaixar ".
Adeyemi escreveu sua primeira história aos cinco anos de idade, criando uma personagem que seria uma irmã gêmea, também chamada Tomi. Mas, ela só foi criar outra personagem negra aos 18 anos.
Adeyemi se formou na Hinsdale Central High School em Hinsdale, Illinois em 2011. Ela se formou na Universidade de Harvard com um diploma de honra em Literatura inglesa. Posteriormente, ganhou uma bolsa de estudos e foi para Salvador, Brasil, pesquisar a história da escravidão brasileira e traçar uma comparação entre a identidade afro-brasileira e afro-americana. Depois de tomar conhecimento sobre orixás e as religiões de matriz africana, a autora passou a estudar mitologia e cultura da África Ocidental.

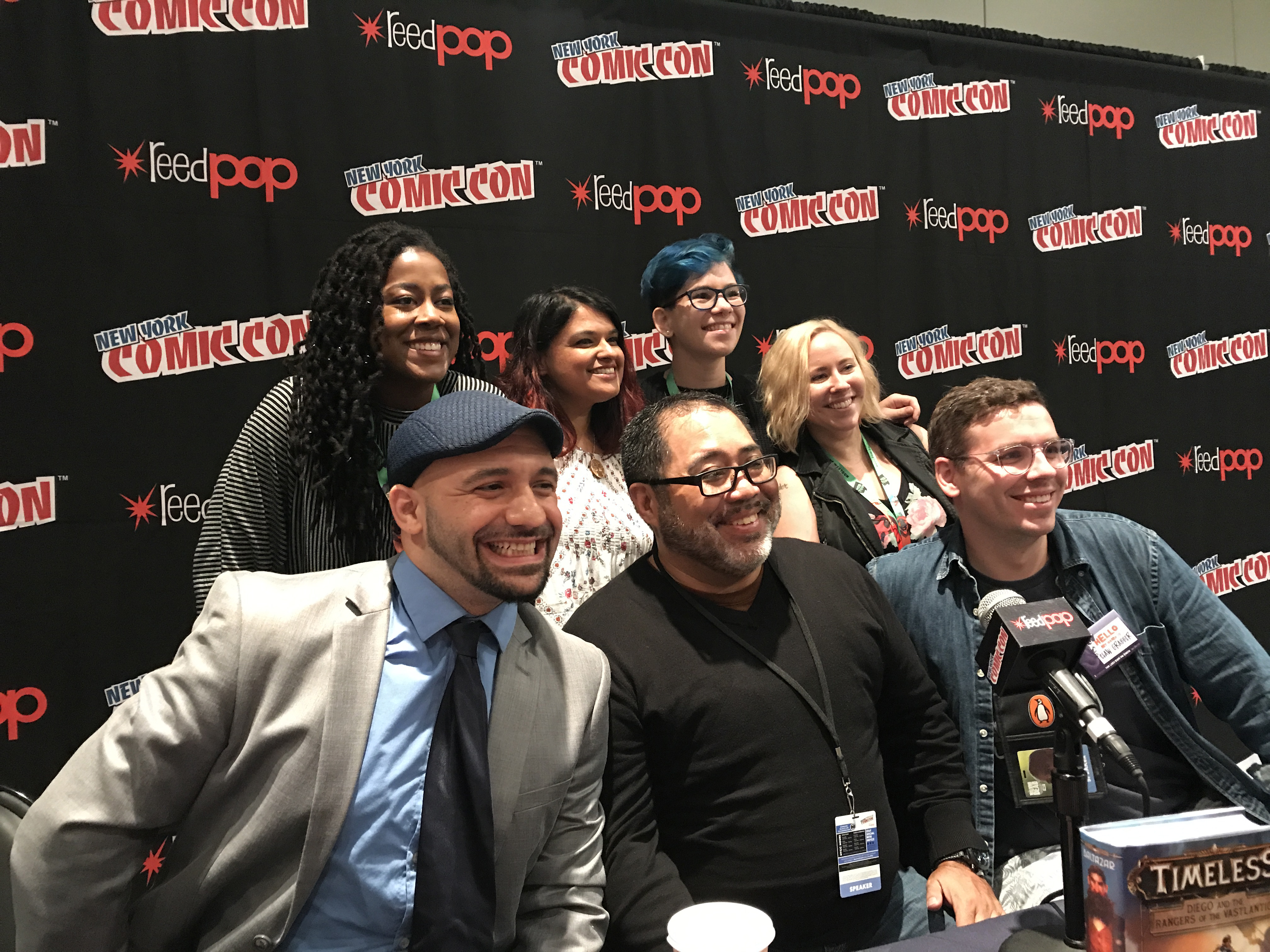
Adeyemi, canto superior esquerdo, com outros autores de fantasia em um painel de discussão na Comic Con Nova York, em 2017

Depois Adeyemi se mudou para a Califórnia e trabalhou em uma produtora de filmes de Los Angeles. Quando ela decidiu reduzir suas horas de trabalho para escrever um livro, seus pais, que haviam saído da Nigéria para lhe proporcionar uma vida melhor, não aceitaram inteiramente a ideia. Por fazer parte da primeira geração de sua família a sair da Nigéria, seus pais esperavam que ela seguisse uma carreira mais estável como medicina, direito ou engenharia. Enquanto trabalhava em seu primeiro romance, Adeyemi foi instrutora de redação criativa.
O primeiro romance escrito por Adeyemi não obteve um retorno positivo. Em vez de desistir, ela se reservou um ano para escrever outro livro, que se tornou Filhos de Sangue e Osso, e entrou no Pitch Wars, um programa de competição no qual escritores emergentes trabalham em conjunto com editores e autores para revisar seu trabalho antes de enviá-lo para um agente literário.
A inspiração para o livro Filhos de Sangue e Osso surgiu, durante seu período de estudos no Brasil, quando a autora entrou em uma loja de um museu e viu um cartão postal de orixás. Adeyemi relata que nunca tinha visto imagens de deuses e deusas negras e soube imediatamente que tinha que escrever algo ambientado neste mundo.
O romance de estreia de Adeyemi, Filhos de Sangue e Osso, foi lançado em março de 2018, nos Estados Unidos, e estreou na primeira posição da lista de best-sellers de capa dura para jovens adultos do New York Times. O livro conta a história de Zélie Adebola, uma jovem que luta contra a monarquia para devolver a magia ao seu povo. Adeyemi contou que escreveu seu romance de fantasia ambientado na África Ocidental para que garotas negras pudessem se sentir representadas pela protagonista e pudessem sonhar em ter uma aventura mágica, mesmo que a sociedade diga que não. Filhos de Sangue e Osso foi premiado, em 2018, com o Prêmio Andre Norton de Ficção Científica e de Fantasia para Jovens Adultos, e em 2019, foi finalista no Prêmio Lodestar para Melhor Livro para Jovens Adultos.
A Fox 2000 comprou os direitos de adaptação do livro para filme, e o acordo foi de aproximadamente sete dígitos, sendo considerado um dos maiores acordos de publicação de um romance estreante para jovens adultos.
Adeyemi mora atualmente em San Diego, Califórnia.

## Controvérsia
Em novembro de 2018, Adeyemi acusou a autora de best-sellers Nora Roberts de plagiar o título de seu livro, Filhos de Sangue e Osso. Roberts, no entanto, esclareceu que seu livro já tinha este título quando foi enviado para a sua editora, um ano antes do livro de Adeyemi. Ela também criticou a falta de verificação de fatos de Adeyemi e o fato dela não ter excluído a acusação um dia depois. De acordo com o Escritório de Direitos Autorais dos Estados Unidos, o copyright "não protege nomes, títulos, slogans ou frases curtas". Adeyemi retirou a acusação dizendo: "depois de conversar com ela, acredito que nossos títulos tenham sido criados isoladamente".

### TrilogiaLegacy of Orïsha
- Children of Blood and Bone (2018) no Brasil Filhos de Sangue e Osso. Rocco, 2018. ISBN 9788568263716
- Children of Virtue and Vengeance (2019) no Brasil Filhos de Virtude e Vingança. Rocco, 2020. ISBN 9786586965001
- Children of Anguish and Anarchy (2024)

#### Livro relacionado
- Awaken the Magic (2020)